# Master of Arts
Le Master of Arts est un grade universitaire existant dans de nombreux domaines de tradition universitaire anglo-saxonne. Le titulaire d'un Master of Arts porte le titre de maitre (abrégé MA, on peut également trouver l'abréviation AM qui vient de l'expression latine Magister Artium).
Ce Master existe dans les domaines tels que les matières relevant des humanités et des sciences sociales, l'histoire, la littérature, les langues, la linguistique, administration publique, science politique, communication, droit ou diplomatie ; cependant, différentes universités ont des conventions différentes et peuvent également offrir le diplôme pour des domaines généralement considérés dans les sciences naturelles et les mathématiques.

## Canada et États-Unis
Au Canada et aux États-Unis, la Master of Arts (Magister Artium) et Master of Science (Magister Scientiæ) sont des diplômes de niveau supérieur basé sur la recherche, les cours, ou plus généralement, une combinaison des deux.
L'admission à un programme de Master dépend de la possession d'un Bachelor. Certains programmes prévoient un Bachelor et une Master conjoints après environ cinq ans. Certaines universités utilisent les noms de diplômes latins, tels que  Artium Magister  (AM) ou  Scientiæ Magister  (SM). Par exemple, l'université Harvard, le Dartmouth College, l'université de Chicago, le MIT, l'université de Pennsylvanie et l'université Brown utilisent le abréviations AM et SM pour certains de leurs diplômes de Master,. Un Master of Arts peut être délivrée dans une discipline scientifique commune aux universités de l'Ivy League.
De nombreuses universités proposent des programmes de Master of Arts, qui sont différenciés en programmes de thèse ou sans thèse. Habituellement, la durée d'une option sans thèse est d'un à deux ans d'études à temps plein. La période d'une option de thèse peut durer plus longtemps, en fonction également du niveau requis des cours et de la complexité de la thèse. Parfois, les étudiants qualifiés qui sont admis dans une Master of Arts de «très haute recherche» peuvent également devoir obtenir des crédits au niveau du doctorat, et ils peuvent avoir besoin de terminer leur programme en environ trois ans de candidature à temps plein, par ex. dans les universités Harvard aux États-Unis et McGill au Canada.
Une thèse doit être une contribution distincte à la connaissance. Il doit démontrer sa capacité à planifier et à mener des recherches, à organiser les résultats et à défendre l'approche et les conclusions de manière savante. La recherche présentée doit répondre aux normes actuelles de la discipline. Enfin, la thèse doit démontrer clairement comment la recherche fait progresser les connaissances dans le domaine.

## Royaume-Uni
Dans les universités de Cambridge et Oxford en Angleterre, et l'université de Dublin en Irlande, le terme de Master of Arts désigne un diplôme universitaire de premier cycle (undergraduate). On précise souvent Master of Arts obtenu à Oxbridge, Oxbridge étant un terme familier pour désigner les universités d'Oxford et de Cambridge. Il n'a pas le même statut que le Master of Arts "classique" popularisé par les universités britanniques et les universités américaines et qui lui correspond à un diplôme de deuxième cycle (postgraduate). Ce diplôme de premier cycle est également délivré dans les Ancient university d'Écosse (les universités de St Andrews, de Glasgow, d'Aberdeen et d'Édimbourg) mais sous une forme légèrement différente. Dans ces quatre anciennes universités écossaises, les études du premier cycle durent quatre ans, contrairement aux trois dans les universités anglaises et irlandaises.
Cette pratique est l'héritage d'une longue histoire et n'est pas toujours bien vue par les universités plus récentes. À Oxford, Cambridge et Dublin, le diplôme de Bachelor of Arts est d'abord délivré et peut être transformé en Master of Arts trois ans plus tard. Le principal reproche fait à cette pratique est que les étudiants reçoivent ce titre sans avoir étudié plus alors que partout ailleurs, le niveau Master requiert une, voire deux, années d'approfondissement après un Bachelor ainsi que la rédaction d'un mémoire. Ce Master de premier cycle est souvent considéré comme ayant une valeur légèrement supérieure au Bachelor et cette pratique risque de durer depuis la création de nouveau Master de premier cycle (undergraduate master) tels que les MSci, MEng ou encore MMath, qui sont des diplômes supérieurs au Bachelor mais qui ont un statut inférieur au Master classique.
Historiquement, le premier à l'obtenir fut Edmond Rich d'Abingdon, futur saint Edmond de Cantorbéry (1170-1242), dit saint Edme.